# مدفن البث (كعيدنة)

تعديل مصدري - تعديل

مدفن البث هي إحدى قرى عزلة الغربي بمديرية كعيدنة التابعة لمحافظة حجة، بلغ تعداد سكانها 136 نسمة حسب تعداد اليمن لعام 2004.